# Formose Mendy (Fußballspieler, 1989)
Formose Mendy (* 23. März 1989 in Guédiawaye, Senegal) ist ein guinea-bissauisch-französischer Fußballspieler.

## Karriere

### Verein
Mendy wurde im Senegal geboren und zog mit sieben Jahren nach Marseille zu seiner Tante. In Frankreich durchlief der die Fußballschulen unterschiedlicher Vereine; als letztes die des RC Lens. Bei diesem Verein wurde er ab 2006 Teil der Reservemannschaft des Vereins. Nachdem er in den Jahren 2006 bis 2008 für diese Mannschaft gespielt hatte, wurde er für die Saison 2008/09 an FC Istres ausgeliehen.
Ab dem Sommer 2009 setzte er seine Karriere in Spanien fort und spielte der Reihe nach für die Vereine CD Puertollano, Sporting Gijón B und Sporting Gijón. 2014 wechselte er nach England zum FC Blackpool. Nach einer Saison zog er dann zum HJK Helsinki weiter.
In der Wintertransferperiode 2015/16 wurde Mendy vom türkischen Zweitligisten Adana Demirspor verpflichtet. Die Türken verließ er nach der Saison 2015/16 wieder. Nach mehreren Monaten ohne Verein wechselte er im Januar 2017 nach Ägypten zum Zweitligisten Alassiouty SC. Zur Saison 2017/18 wechselte er zum Erstligisten Raja CA, für den er zu fünf Einsätzen kam. Im Februar 2018 wechselte Mendy nach Österreich zur viertklassigen Mauerwerk SA. Für Mauerwerk kam er bis Saisonende zu zehn Einsätzen in der Wiener Stadtliga. Zur Saison 2018/19 wechselte er zum Regionalligisten FC Mauerwerk.

### Nationalmannschaft
Obwohl Mendy sowohl für die Nationalmannschaften Frankreichs und die des Senegals spielberechtigt war, entschied er sich für eine Karriere in der guinea-bissauische Nationalmannschaft und debütierte für diese 2011.